# Drostendiep

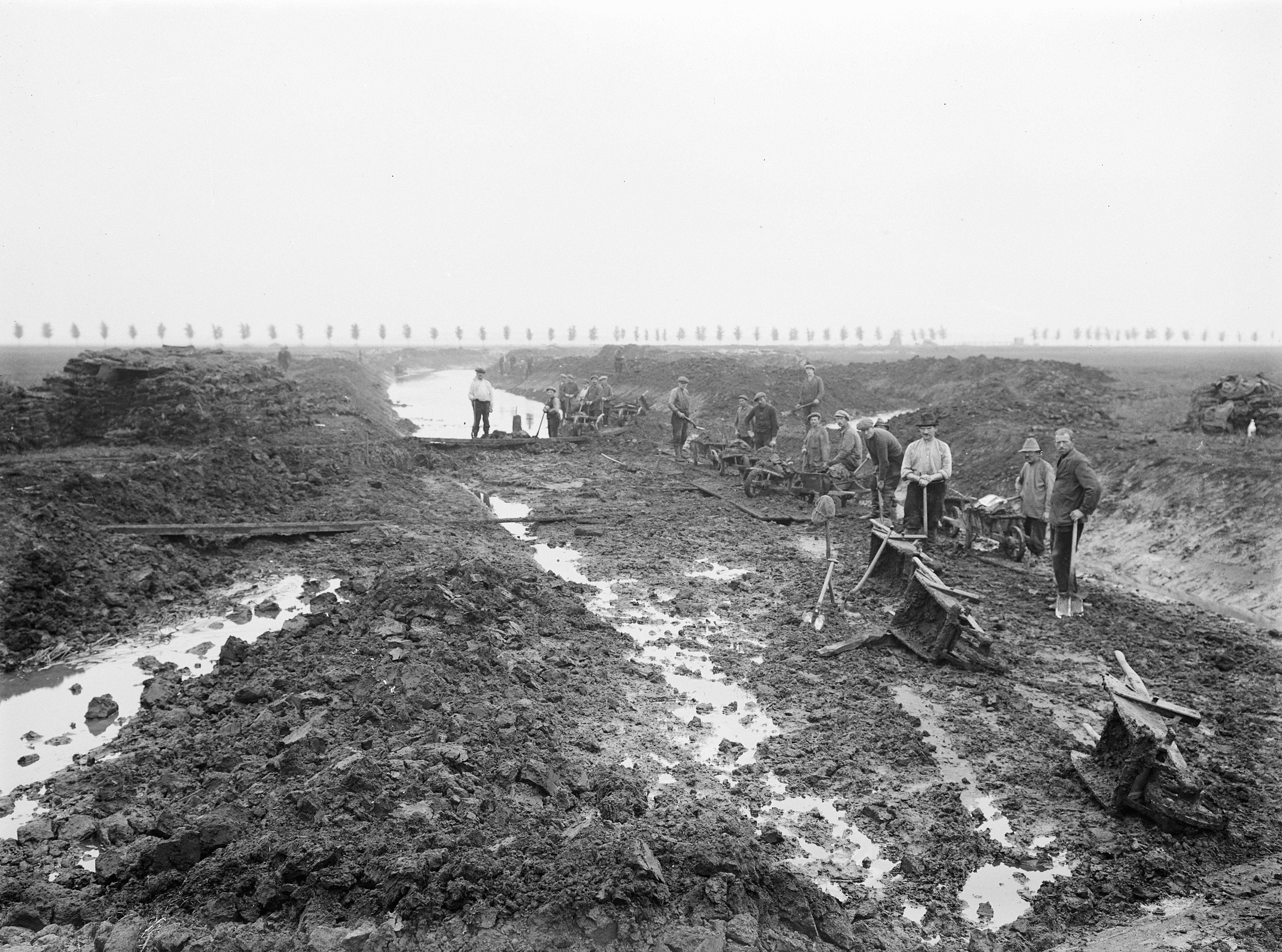
Aanpassingswerkzaamheden aan het Drostendiep, datum onbekend

Het Drostendiep is van oorsprong een beek in Drenthe, die ten westen van de buurtschap Wezup in de gemeente Coevorden ontspringt. Vandaar ging de rivier langs de havezate De Klencke en vloeide daar van oorsprong samen met de riviertjes Laak en Sleenerstroom naar de grachten van Coevorden.
De beek is op de oude landkaart nog duidelijk te zien maar is in de huidige infrastructuur op verschillende plaatsen onderbroken, deels omgeleid en deels gedempt en daardoor niet eenvoudig meer in haar oorspronkelijk stroom herkenbaar. Na de Tweede Wereldoorlog luiden de benamingen van de beek ten westen van Wezup 'Adderstroom' en ten Noorden van De Klecke 'Westerstroom' - een oude plaatselijke benaming - en de beek eindigt thans ten noordoosten van Coevorden in het Stieltjeskanaal.

## Bron
- Aardrijkskundig woordenboek van Nederland door Ph. Witkamp, Amsterdam
- Lijst der aardrijkskundige namen van Nederland, Uitgave van E. Brill te Leiden, 1936
- Schoolatlas der geheele aarde van Bos-Niermeijer, herzzien door B.A. Kwast, Uitgave Wolters Groningen, 1927, kaart 15
- Historische Atlas Drenthe, Uitgeverij Robas Produkties, 1990.
- Atlas van Topografische kaarten Nederland 1955-1965, Uitgave 12 Provincien te Landsmeer.